# کوه شاه
کوه شاه در شهرستان رابر و بافت و بردسیر کرمان قرار دارد. این کوه که شامل چند قله است که یکی از آنها قله شاه با ارتفاع ۴۳۸۰ متر و قله لاله‌زار با ارتفاع ۴۳۷۵ متر برف‌گیرترین کوه جنوب کشور و بعد از کوه هزار، دومین کوه بلند استان کرمان و پنجمین کوه بلند کشور است. 

## موقعیت جغرافیایی
کوهستان شاه توده‌ای باتولیتی است که با طول ۲۵ کیلومتر و عرض ۲۰ کیلومتر در راستای غربی شرقی کشیده شده است. در دامنه شمالی به روستای هراران و لاله‌زار و در غرب روستای یاس چمن و کیسکان و از جنوب به روستای تلخه چار و بنگان و بزنجان و از شرق به روستای چهرن و جنوب این کوه به رابر محدود است.

## زمین‌شناسی
ساختار کلی کوه شاه شامل یک تودهٔ عظیم باتولیتی است، کوه شاه در حقیقت می‌توان گفت که در اوائل پلیوسن با هجوم ماگما به زیر این کوهستان و گرم شدن آب‌های موجود درز و شکاف‌ها و خلل و فرج و فضاهای خالی سنگ‌های آذرین نفوذی، خروجی و پیروکلاستیک یک سیستم گرمابی بسیار نیرومند در این نواحی به وجود آمده و با ادامه حرکت دیاپیری ماگمای مذکور شکستگیهایی در پوسته جامد این نواحی به وجود آمده و محلول‌های گرمابی از طریق این شکستگی‌ها آزاد شده و تمامی پیکره‌های سنگی قبل از خود را تحت تأثیر خود قرار داده است. این دگرسانی کنترل تکتونیکی داشته و تقریباً در تمامی بخش‌های آن هجوم محلول‌های گرمابی به سنگ‌ها از طریق سیستم شکستگی‌ها صورت گرفته است. دگرسانی گرمابی منطقه پانگین، براحمد، قنات مروان و چهرن بخش‌هایی از آن است. ماگمای مذکور در بعضی مناطق خارج از نقشه، مانند کوه بیدخان و کوه مزاحم تظاهرات وسیع آتشفشانی داشته و در برخی نقاط دیگر به صورت گنبدها و توده‌های نفوذی کوچک متبلور شده است. این واقعه یکی از جوانترین حوادث اصلی منطقه است و دگرسان‌های مختلفی را ایجاد کرده است.

## معادن کوه شاه
کانسارهای کوه شاه شامل کربناتهای کلسیم منیزیم و آهن که به صورت رگه‌هایی موازی در امتداد زون دگرسانی و سولفورهای مس روی سرب و آهن در اعماق زمین و رگه‌های کم وسعتی از کانی‌های پرعیار سرب و آهن است. به واسطهٔ وجود این کانسارها فعالیت‌های کوچک و بزرگی در خصوص کشف و تخمین ذخایر این معادن صورت گرفته است. از جمله این معادن می‌توان به معدن مس لاله زار، معدن سرب قنات مروان و معدن آهن تلخه چار اشاره کرد که به دلیل حجم اندک ذخایر، عدم صرفه اقتصادی، و تخریب شدید محیط زیست که به خاطر وجود رگه‌های پر عیار در عمق زمین و در ارتفاع زیاد است، فعالیت این معادن متوقف شده است. یکی از مخرب‌ترین فعالیت‌های معدنی در کوه شاه معدن تلخه چار است که با قرارگیری در ارتفاع نزدیک به چهارهزار متر و در سرچشمه رودخانهٔ تلخه چار ویرانی عظیم و زخم بزرگی بر پیکر کوه شاه بر جای گذاشته است. خوشبختانه با دلسوزی کوهپایه نشینان کوه شاه و مردم شهرستان رابر بردسیر بافت در سال نود و دو با برگزاری مراسمی با حضور کوهنوردانی از سراسر کشور و مردم روستاهای مجاور با امضای توماری به فعالیت این معدن اعتراض شد و در پی آن فعالیت این معدن متوقف و مجوز آن لغو شد.

## رودهای کوه شاه
کوه شاه برف گیرترین بلندی جنوب کشور است؛ این کوهستان سرچشمهٔ سه رودخانهٔ بزرگ است.
- رود لاله زار که در دامنهٔ شمالی جاری است
- هلیل رود که از چندین سرشاخه در دامنه‌های غربی و جنوبی کوه شاه تغذیه می‌شود؛ رودخانه‌های اصلی هلیل عبارتند از رودخانه اسکر از دهنه اسکر و رودخانه ننو از دهنه عشق آباد و رودخانه ده دیوان از دهنه حسن کشی و رودخانه چهرن که همگی به همک می‌پیوندند و رودخانه رابر را تشکیل می‌دهند و رودخانه سید مرتضی که با پیوستن به رودخانه رابر هلیل را تشکیل میدهندرود زردشت و رود که از به هم پیوستن چند رودخانه دیگر به هم پیوسته تشکیل می‌شود، و به سد جیرفت می‌ریزد؛ هلیل رود اکنون به دلیل مصرف غیراصولی در پشت سد جیرفت تبدیل به خشک رودی می‌شود و تنها در سیلاب‌های بسیار شدید راه خود را به سوی مقصد خود تالاب جازموریان ادامه می‌دهد.[۳][۴]

## نگارخانه

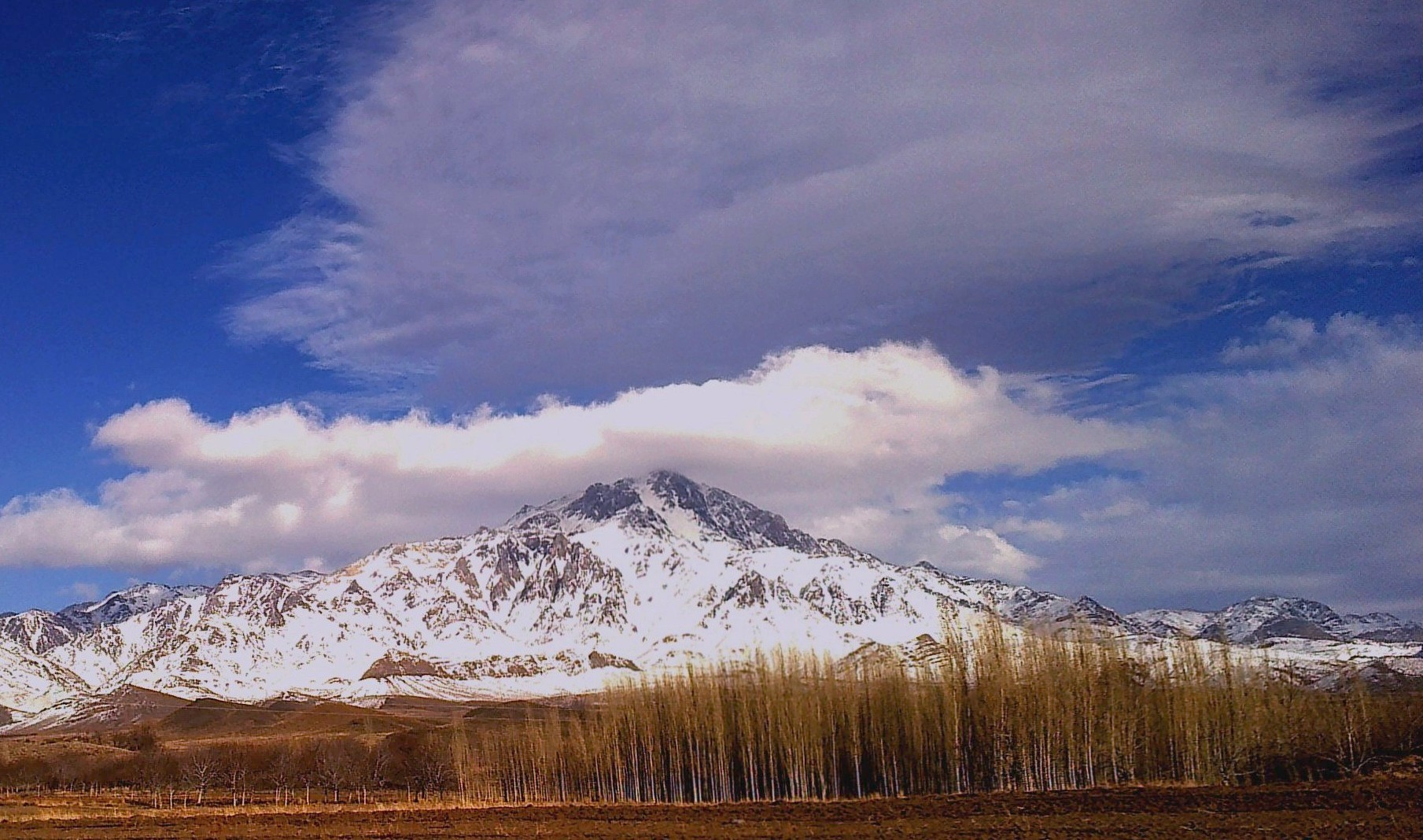
منظره کوه شاه از روستای جهانجان بافت
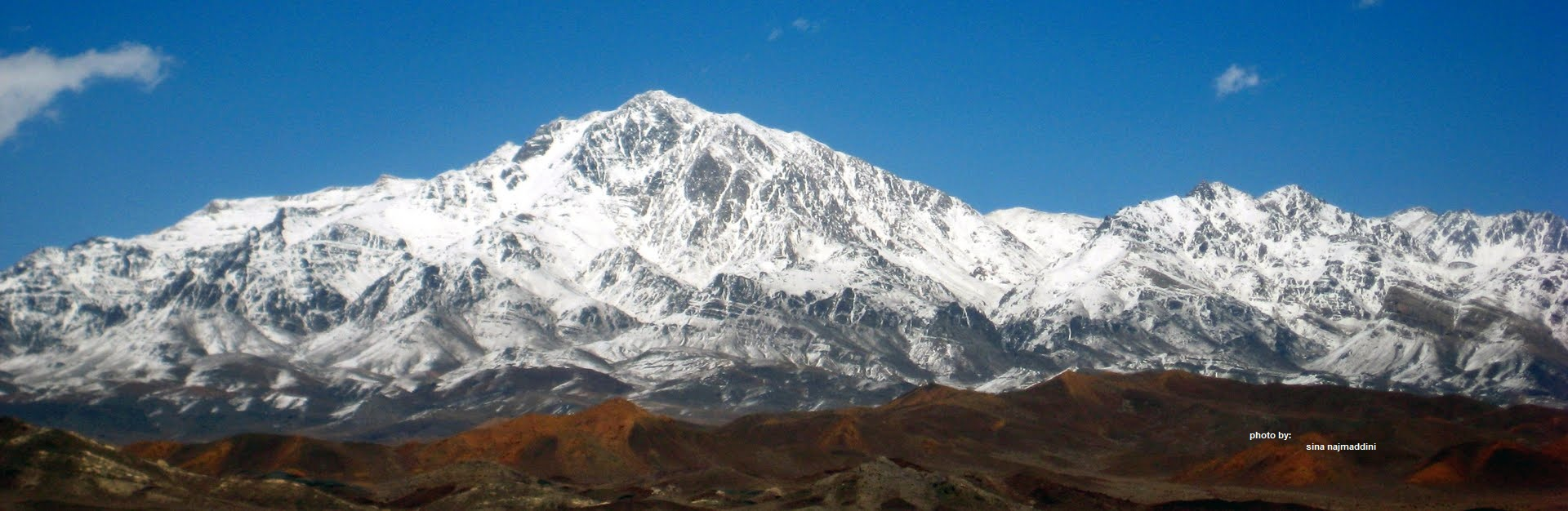
کوه شاه